# Onthophagus vladimiri
Onthophagus vladimiri är en skalbaggsart som beskrevs av Frey 1957. Onthophagus vladimiri ingår i släktet Onthophagus och familjen bladhorningar. Inga underarter finns listade i Catalogue of Life.